# Besh o droM
A magyarországi világzene egyik jelentős képviselője a Besh o droM zenekar. 1999-ben alakult. Nevének jelentése lovári cigány nyelven: „Üld meg az utat!” (mint a lovat szokás, azaz indulj el). Balkáni és román cigány illetve közel-keleti tradicionális zenét ötvöznek magyar zenével, és játszanak sajátos feldolgozásban, összeolvasztva különböző zenei stílusokat.

## A zenekar története
A zenekar elődje a Sógor kóma együttes, melyet Barcza Gergely, Pettik Ádám és Tóth József alapított. Az elnevezés arra utal, hogy Barcza és Pettik egymásnak sógorai. Első fellépésük Besh o droM néven, 1999-ben a Diákszigeten akkora sikert aratott, hogy még ugyanazon a fesztiválon többször is zenéltek. 2000-ben megpróbálkoznak a Space Besh o droM formációval, amiben teret kap az elektronikus hangzás: a népi gyökerek a DJ és a dobprogram segítségével modernebb, „partisabb” zenévé alakulnak. A projekt a dobprogramokért felelős K-Roy halála után nem folytatódott tovább, bár DJ-Mangóval még többször felléptek. 
Első lemezük, a Macsó hímzés platinalemez lett és egyedüli magyar lemezként felkerült a Magyar Narancs 2000. évi 15-ös world music listájára. A zenekar „Gyí!” című lemeze még európai megjelenése előtt felkerült az angol fRoots világzenei szaklap Top-10 és a World Music Chart Europe Top-20 listájára.A kezdetektől fogva koncerteznek külföldön, először Angliában, Franciaországban és Olaszországban, később Spanyolországban, Németországban, majd Európa többi részén. 2001-2002-es évadban a Szegedi Nemzeti Színházban Alföldi Róbert rendezésében játszanak a Szentivánéji Álomban. 2003-ban eljutnak a tengeren túlra is, ahol rögtön első alkalommal a Montreali Jazzfesztiválon 35 ezer ember előtt hatalmas sikert aratnak: abban az évben megkapják a fesztivál Best of címét. Később többek között Mexikóban és Ausztráliában is fellépnek.

## Tagjai
- Barcza Gergő (alapító tag, 1999–) (szaxofon, ney fuvola, kaval, egyéb fúvósok)
- Pettik Ádám (alapító tag, 1999–) (derbuka, kanna, dob, ének)
- Sidoo Attila (1999–) (gitár)
- Tóth József (alapító tag, 1999–2000) (tárogató, szaxofon)
- Csurkulya József (1999–) (cimbalom)
- Orczi Géza (1999–2002) (tapan)
- Farkas Róbert (1999–2002) (harmonika, hegedű)
- DJ Mango (2000–2001) (szkreccs, rap)
- Tóth Péter (2000–2006) (trombita)
- Talabos Csaba (2002–2005) (tapan)
- Beszteri Róbert (2002–2003) (tapan, doholla)
- Molnár Laci (2000) (nagybőgő)
- Herr Attila (2007–) (basszusgitár)
- Szalóki Ági (1999–2005) (ének)
- Bese Csaba (1999–2002) (basszusgitár)
- Zsoldos Tamás (2002–2005) (basszusgitár)
- Vajdovich Árpád (2005–2007) (basszusgitár)
- Juhász Miczura Mónika (2005–2006) (ének)
- Magyar Bori (2007–2010) (ének)
- Bede Péter (2000–2001) (szaxofon)
- Monori András (2000) (trombita, kaval, gadulka, ütőhangszerek)
- Békési László (2001–2007) (tenorszaxofon, klarinét)
- Varga László (–2008) (ütőhangszerek)
- Somos Péter (2008–) (dob)
- Kaszai Lili (2010–) (ének)
- Seres Vilmos ( 2005  - ( Klarinét, szaxofon , harmonika )

Vendégművészek
- Bangó Margit 2007 (ének)

Idővonal

## Diszkográfia
- Macsó hímzés (2000) Fonó Records
- Nekemtenemmutogatol (2002) szerzői magánkiadás
- Gyí! (2004) szerzői magánkiadás
- Ha megfogom az ördögöt… (2005) szerzői magánkiadás
- Kertünk alatt (2011) NarRator Records
- Best of droM (válogatáslemez) (2012) NarRator Records
- Gyüttmenti Táncok (EP) (2016) szerzői magánkiadás
- 20 (2020) Fonó Records

## Videók
- Amikor én még kissrác voltam (Videóklip) 2006. YouTube
- Csávás 2008. YouTube
- Meggyújtom a pipám (Videóklip). YouTube
- Besh o droM live on TV (Mexico 2007)
- Petőfi Rádió Akusztik (2011)
- Besh o droM feat. Szalóki Ági, Juhász Miczura Mónika Live @ Sziget 2012